# The Capricornian
The Capricornian — газета, издававшаяся в Рокгемптоне, Квинсленд, Австралия, с 1875 по 1929 год.

## История
The Capricornian издавалась с 2 января 1875 года по 26 декабря 1929 года в Рокгемптоне, Квинсленд. Она объединилась с «Artesian», образовав «Central Queensland Herald». Она издавалась Чарльзом Харди Бузакоттом.

## Оцифровка
Газета была оцифрована в рамках Программы оцифровки австралийских газет Национальной библиотеки Австралии. 